# (17436) 1989 SV3
A (17436) 1989 SV3 a Naprendszer kisbolygóövében található aszteroida. Eric Walter Elst fedezte fel 1989. szeptember 26-án.